# Ninazu
Ninazu (sumérien Nin-azu, « Seigneur-guérisseur » ?) est un dieu mésopotamien lié au monde souterrain.
Du point de vue généalogique, Ninazu est le fils d'Ereshkigal, et le père de Ningishzida. Sa parèdre est la déesse Nin-giradu. 
Ses deux lieux de culte principaux sont situés à Enegi, en pays sumérien, et à Eshnunna, dans la vallée de la Diyala. Il a été proposé que Ninazu d'Enegi et Ninazu d'Eshnunna soient en fait deux divinités distinctes, mais la documentation est trop maigre pour trancher cette question.
La signification de son nom semblerait lui conférer une fonction protectrice, mais les sources le concernant ne renvoient pas à une telle fonction. Il fait partie du groupe des divinités associées au monde infernal (Ereshkigal, Ningishzida, Tishpak, Inshushinak, etc.), liées au cycle de la végétation, et aux serpents et « dragons » ; son animal-symbole est le dragon-serpent (mušhuššu).